# 伊比利亞王國
伊比利亞（格魯吉亞語：იბერია，又稱ივერია）是古希臘及羅馬人對卡尔特利（Kartli，公元前4世紀－公元5世紀）的格魯吉亞王國的稱謂，在現今格魯吉亞的東部及南部。 通常稱之為「高加索伊比利亞」（Caucasian Iberia）或「東伊比利亞」，以別於現今國家西班牙、安道爾及葡萄牙所在的伊比利亞半島。高加索伊比利亞人（或「卡特維爾語族」，Kartvelians）成為日後格魯吉亞國家地位的基礎及現今格魯吉亞人民的核心。

## 歷史
南高加索地區在古代是波斯第一帝國阿契美尼德王朝的邊疆區。亞歷山大大帝東征期間，一名名為“阿佐”（Azo）被亞歷山大任為該地區的總督。前三世紀初，法爾納瓦茲一世在伊比利亞稱王，建立了伊比利亞王國第一個王朝：法爾納瓦茲王朝。法爾納瓦茲王朝統治伊比利亞王國直到前93年阿爾沙克一世奪取王位。
前65年，羅馬將軍格奈烏斯·龐培為了對付本都國王米特里達梯六世，率軍入侵高加索。不久後，伊比利亞西北方的科爾喀斯成為羅馬的疆域，伊比利亞王國則大致保持獨立地位。
三世紀末，波斯支持的米利安三世登上伊比利亞王位，建立霍斯勞王朝。米利安三世在319年昄依基督教，開始伊比利亞的基督教化。此時的伊比利亞王國逐漸成為薩珊王朝的附庸國，此時期又被稱為薩珊伊比利亞。六世紀時，東羅馬帝國與薩珊王朝爆發伊比利亞戰爭。580年，薩珊王朝國王荷姆茲四世廢黜霍斯勞王朝，將伊比利亞併入薩珊王朝。此後伊比利亞失去獨立地位，成為伊比利亞公國。

## 參见
- 喬治亞君主列表